# 虚宿二
虛宿二即小马座α（α Equulei，縮寫為Alpha Equ或α Equ），正式命名為Kitalpha /kɪˈtælfə/，是星座小馬座中的一顆恆星。它是一顆高自行的恆星，距離地球只有190光年。

## 術語
虛宿二的拜耳名稱是「α Equulei」，源自拉丁文 的「Alpha Equulei」。
它有著傳統的名字Kitalpha（很少用Kitel Phard或Kitalphar），阿拉伯語名稱的縮寫قطعة الفرس qiṭ‘a(t) al-faras—意思是"馬的一塊"。在2016年，國際天文學聯合會組織了IAU恆星名稱工作組 （WGSN）對恆星的專有名稱進行編目和標準化，在2016年8月21日核定虛宿二的正式名稱是Kitalpha，並且它現在被編入到IAU的恆星名稱目錄中。
在中國，虚宿意思是空，是由小馬座α和寶瓶座β組成的一個星官。因此，人馬座α的中國星名是虛宿二（虛宿二，而寶瓶座β是虛宿一 。

## 性質
虛宿二的整體外觀是一顆G-型巨星，視星等 +3.92，但它是由兩顆恆星組成的光譜聯星。
主星是一顆G7巨星，亮度大約是太陽亮度的50倍。它的表面有效溫度為5,100 K，半徑比太陽半徑大9.2倍。
伴星是一顆A-型矮星，亮度約為太陽的26倍。它的表面有效溫度是8,150K，半徑比太陽大2.6倍。它是一顆化學性質特異的Am星 。
這兩顆恆星每98.8天互繞一圈。它們各自的軌道速度使它們的質量各自為2.3 M☉和2.0 M☉, respectively.

## 外部連結
- . SIMBAD Astronomical Database.   [2007-01-22].
- Kaler: Kitalpha